# Anjanette Comer
Anjanette Comer (Dawson, 7 agosto 1939) è un'attrice statunitense.

## Biografia
Anjanette Comer debuttò sul piccolo schermo nel 1962 nel telefilm Io e i miei tre figli, e l'anno successivo ebbe un ruolo di rilievo nella serie western Gunsmoke, cui fecero seguito altre apparizioni in diverse serie drammatiche come Sotto accusa, che nel 1964 le valse la candidatura al premio Emmy come miglior attrice non protagonista in una serie drammatica.
Dopo il debutto cinematografico nella commedia Ragazze sotto zero (1964) di Delbert Mann, ebbe un brillante ruolo di rilievo nel film Il caro estinto (1965). L'anno successivo apparve accanto a Marlon Brando e John Saxon nel western A sud ovest di Sonora (1966), girato in Messico. 
Replicò un ruolo analogo, quello di una bella messicana, nel film I cannoni di San Sebastian (1968), al fianco di Anthony Quinn. Nello stesso periodo apparve nella commedia romantica Il club degli intrighi (1967), accanto a Robert Wagner.
La carriera dell'attrice fu più discontinua negli anni settanta. Dopo aver interpretato il ruolo di Ruth nel film Coniglio, non scappare (1970), la Comer diradò progressivamente le sue apparizioni, per evitare interferenze del lavoro nella sua vita privata. Tornò con maggiore continuità sulle scene nella metà degli anni novanta, recitando - fra gli altri - nel film Torbide ossessioni (1995) di Steven Soderbergh e in un episodio della serie Profiler - Intuizioni mortali (1999).

## Filmografia parziale

### Cinema
- Ragazze sotto zero (Quick Before It Melts), regia di Delbert Mann (1964)
- Il caro estinto (The Loved One), regia di Tony Richardson (1965)
- A sud ovest di Sonora (The Appaloosa), regia di Sidney J. Furie (1966)
- Il club degli intrighi (Banning), regia di Ron Winston (1967)
- I cannoni di San Sebastian (La bataille de San Sebastian), regia di Henri Verneuil (1968)
- Spie oltre il fronte (In Enemy Country), regia di Harry Keller (1968)
- Coniglio, non scappare (Rabbit, Run), regia di Jack Smight (1970)
- Spirale di fuoco (The Firechasers), regia di Sidney Hayers (1971)
- La notte dei mille gatti (La noche de los mil gatos), regia di René Cardona Jr. (1972)
- Baby (The Baby), regia di Ted Post (1973)
- Big Boss, regia di Menahem Golan (1975)
- Quella pazza famiglia Fikus (Fire Sale), regia di Alan Arkin (1977)
- Torbide ossessioni (Underneath), regia di Steven Soderbergh (1995)

### Televisione
- Io e i miei tre figli (My Three Sons) – serie TV, episodio 3x11 (1962)
- Gunsmoke – serie TV, episodio 9x08 (1963)
- Ben Casey – serie TV, episodio 3x13 (1963)
- Sotto accusa (Arrest and Trial) – serie TV, episodio 1x12 (1963)
- Bonanza – serie TV, episodio 5x22 (1964)
- Giovani avvocati (The Young Lawyers) – serie TV, episodio 1x00 (1969)
- Love, American Style – serie TV, 3 episodi (1969-1971)
- Colombo (Columbo) – serie TV, episodio 2x01 (1972)
- Baretta – serie TV, episodio 3x08 (1976)
- Notte di morte (Dead of Night), regia di Dan Curtis – film TV (1977)
- Barnaby Jones – serie TV, episodio 8x20 (1980)
- Jake and Jason Detectives – serie TV, 3 episodi (1991)
- Perry Mason: Morte di un dongiovanni (Perry Mason: The Case of the Reckless Romeo), regia di Christian I. Nyby II – film TV (1992)
- Streets of Laredo – miniserie TV, 2 episodi (1995)

## Doppiatrici italiane
- Vittoria Febbi in A sud ovest di Sonora, I cannoni di San Sebastian, Il club degli intrighi
- Maria Pia Di Meo in Il caro estinto
- Renata Biserni in Coniglio, non scappare
- Noemi Gifuni in La notte dei mille gatti